# Izabela d’Este
Izabela d’Este, wł. Isabella d’Este, znana jako Pierwsza Dama Renesansu (ur. 18 maja 1474, zm. 13 lutego 1539) – córka Herkulesa I d’Este, księcia Ferrary i Modeny, oraz jego żony Eleonory Aragońskiej.
Była włoską arystokratką i jedną z czołowych postaci włoskiego renesansu. Była siostrą księcia Mantui Alfonsa I oraz księżnej Bari i Mediolanu Beatrycze.

## Małżeństwo
12 lutego 1490, w wieku 16 lat, poślubiła Franciszka II Gonzagę, markiza Mantui. Z tego związku pochodziło siedmioro dzieci:
- Eleonora z Mantui (ur. 1494, zm. 1570) – żona Antoniego, księcia Montalto, potem Franciszka Marii I della Rovere, księcia Urbino,
- Fryderyk II Gonzaga (ur. 1500, zm. 1540) – markiz i książę Mantui, markiz Monferratu,
- Hippolita Gonzaga (ur. 1501, zm. 1570),
- Ercole Gonzaga (ur. 1505, zm. 1563), kardynał,
- Ferrante Gonzaga (ur. 1507, zm. 1557), hrabia Guastalla,
- Liwia Gonzaga (ur. 1508, zm. 1569),
- Piotr Gonzaga.

Wspólnie z małżonkiem była mecenasem Ludovica Ariosta w czasie, gdy ten pisał Orlanda Szalonego. Gościli też Leonarda da Vinci, a Izabela zleciła mu namalowanie jej portretu, którego jednak nie wykonał, poprzestawszy na stworzeniu rysunku, który obecnie znajduje się w Luwrze. Dwa portrety Izabeli wykonał za to Tycjan. Izabela znana też była z zamiłowania do kolekcjonowania rzeźb i monet.

## Późniejsze życie
Po śmierci męża Izabela rządziła Mantuą jako regentka, w czasie małoletności ich syna Fryderyka II. Zaczęła odgrywać bardzo ważną rolę we włoskiej polityce i podniosła pozycję Mantui. Mantua została księstwem, a jej młodszy syn otrzymał kardynalski kapelusz.
Jej polityczne i dyplomatyczne talenty dały o sobie znać, kiedy Izabela prowadziła negocjacje z Cezarem Borgią, który wcześniej obalił Guidobaldo da Montefeltro, księcia Urbino, męża szwagierki i przyjaciółki Izabeli Elisabetty Gonzagi.